# Martha Chase

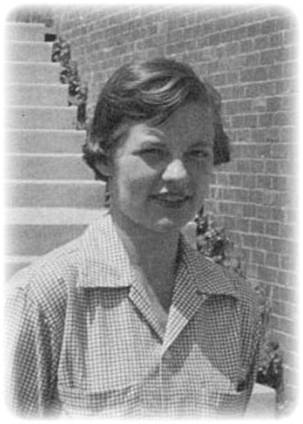
Ảnh Martha Chase.

Martha Cowles Chase (1927 – 8.8.2003), cũng gọi là Martha C. Epstein, là một nhà di truyền học người Mỹ nổi tiếng vì là thành viên trong đội nghiên cứu của Alfred Hershey đã làm các thí nghiệm trong năm 1952 chỉ ra rằng chính DNA - chứ không phải protein - là bộ gene của sự sống.
Bà sinh năm 1927 ở Cleveland, Ohio. Năm 1950 bà đậu bằng cử nhân khoa học ở The College of Wooster và bằng tiến sĩ ở Đại học Nam California (University of Southern California) năm 1964.
Năm 1952 bà là một phụ tá trẻ ở phòng thí nghiệm của chuyên gia nghiên cứu virus nhiễm khuẩn (bacteriophage) Alfred Hershey tại Phòng thí nghiệm Cold Spring Harbor thuộc Đại học Nam California và đã làm loạt nghiên cứu nổi tiếng nói trên.
Một loạt thoái hóa suốt thập niên 1960 đã chấm dứt sự nghiệp khoa học của bà. Bà bị một dạng chứng mất trí trong nhiều thập niên đã cướp mất trí nhớ ngắn ngủi của bà. Bà từ trần ngày 19.8.2003.

## Bài viết then chốt
- Hershey, A. D. and Martha Chase. "Independent Functions of Viral Protein and Nucleic Acid in Growth of Bacteriophage." J. Gen. Physiol., 36 (1): 39-56. 20 tháng 9 năm 1952.